# Bokhtar
Bokhtar (en tadjik i en rus Бохтар, en persa باختر), abans conegut com a Qurghonteppa, Kurganteppa o Kurgan-Tyube és una ciutat de Tadjikistan, capital de la província de Khatlon. És la ciutat més gran del sud de Tadjikistan i la tercera més poblada del país. Està situada a 100 quilòmetres al sud de Dushanbe i 150 quilòmetres al nord de Kunduz, Afganistan.
L'etimologia de Kurgan-Tyube significa «túmul en un turó» (en rus «kurgan» singifica túmul i en túrquic «Tyube» significa turó). La ciutat està envoltada per la serralada del Babatag a l'oest, pel riu Panj al sud i pel riu Vakhx, que passa a pocs quilòmetres al nord de la població. Aquest darrer riu és el que va crear la vall fèrtil on es troba Bokhtar. Ubicada a 430 metres d'alçada, té un clima és subtropical i humit, amb precipitacions que oscil·len entre els 150–200 mm a les planes i sobrepassen els 500 mm a les valls més altes.
Està situada en un encreuament de vies ferroviàries que uneixen Dushanbe, Termez, Kulob i el port d'Oxus a la frontera amb Afganistan, fet que la converteix en un enclavament comercial estratègic i explica el seu ràpid creixement demogràfic durant el segle xx, en el qual passà de 4.000 habitants a principis de 1900 a més de 51.000 el 1986, arribant a tenir una població el 2022 de 126.700 habitants. Durant l'època de la República Socialista Soviètica del Tadjikistan, moment en què el país va decidir especialitzar-se en els cultius de cotó, la zona va ser objecte d'un ambiciós pla econòmic i l'àrea de Bokhtar era responsable de la meitat de la producció estatal, és a dir, mig milió de tones anuals. L'equip de futbol de la ciutat s'anomena actualment FC Khatlon, si bé ha canviat de nom diverses vegades al llarg dels anys, i ha sigut guanyador de la lliga tadjik de futbol cinc vegades. La ciutat disposa d'un aeroport propi des de l'època soviètica, l'aeroport de Bokthar (IATA: TJU, ICAO: UTDK).